# Great Gonzos!: The Best of Ted Nugent
Great Gonzos!: The Best of Ted Nugent es el primer disco compilatorio del guitarrista estadounidense Ted Nugent, recopilando sus canciones más exitosas de su discografía hasta 1980.

## Lista de canciones
1. "Cat Scratch Fever" – 3:39 (del álbum Cat Scratch Fever)
2. "Just What the Doctor Ordered" – 3:42 (del álbum Ted Nugent)
3. "Free-for-All" – 3:21 (del álbum Free-for-All)
4. "Dog Eat Dog" – 4:03 (del álbum Free-for-All)
5. "Motor City Madhouse" – 4:27 (del álbum Ted Nugent)
6. "Paralyzed" – 4:11 (del álbum State of Shock)
7. "Stranglehold" – 8:24 (del álbum Ted Nugent)
8. "Baby Please Don't Go" (vivo) – 5:58 (del álbum Double Live Gonzo!)
9. "Wango Tango" – 4:49 (del álbum Scream Dream)
10. "Wang Dang Sweet Poontang (vivo) – 6:27 (del álbum Double Live Gonzo!)